# IV Cuerpo de Ejército (Alemania)
El IV Cuerpo de Ejército (IV. ArmeeKorps) fue un cuerpo en el Heer durante la Segunda Guerra Mundial.

## Historia
El IV Cuerpo de Ejército se formó desde partes del Comandante del IV Distrito Militar y conformada de la 4.ª División Reichswehr el 1 de octubre de 1934 en Dresde, en el IV Distrito Militar (del ya disuelto IV Cuerpo de Ejército). (El 15 de octubre de 1934, es creada desde la 4.ª División Reichswehr[?]). El Comando General era responsable como un equipo territorial para el IV Distrito Militar. En la primavera de 1935 pasó a llamarse IV Cuerpo de Ejército. El 20 de agosto de 1939, es movilizado. El 26 de agosto de 1939, fue movilizado por el Comando General del IV Distrito Militar. Fue en la antigua ubicación, comandante general adjunto al IV Cuerpo de Ejército. En agosto de 1941, el cuerpo fue llamado Grupo von Schwedler. El cuerpo estuvo en el invierno de 1942-1943 en Kassel, siendo destruida en Stalingrado el 31 de enero de 1943 y reformado el 1 de marzo de 1943, luego el 3 de marzo de 1943 es disuelta. En diciembre de 1942 es conformada como Mieth z.b.V. por el Batallón de Ejército Hollidt y el 20 de julio de 1943 es renombrado IV Cuerpo de Ejército. En agosto de 1944, el Grupo de Ejércitos Sur Ucrania es destruida. (El 15 de agosto de 1944, es destruida en Besarabia[?]). Fue rebautizado como el IV Cuerpo Panzer el 10 de octubre de 1944. Durante la Segunda Guerra Mundial está subordinada por el VI Ejército de Inspección.

## Comandantes
- General de Infantería Wilhelm List (1 de octubre de 1935 - 3 de febrero de 1938)
- General de Infantería Viktor von Schwedler (4 de febrero de 1938 - 18 de octubre de 1942)
- General de Ingeniería Erwin Jänecke (1 de noviembre de 1942 - 17 de enero de 1943)
- General de Artillería Max Pfeffer (17 de enero de 1943 - 31 de enero de 1943) (1)
- General de Infantería Friedrich Mieth (20 de julio de 1943 - 2 de septiembre de 1944) (2)
- General de Tropas Acorazadas Ulrich Kleeman (2 de septiembre de 1944 - 10 de octubre de 1944)

### Jefes del Estado Mayor
- Mayor general Friedrich Olbricht (1 de octubre de 1934-1 de octubre de 1938)
- Mayor general Walter Model (1 de octubre de 1938-25 de octubre de 1939)
- Coronel Otto Beutler (25 de octubre de 1939-20 de enero de 1942)
- Coronel Joannes Steffler (20 de enero de 1942-15 de diciembre de 1942)?
- Coronel Joannes Crome (16 de diciembre de 1942?-2 de febrero de 1943)
- Coronel Zoeller (20 de julio de 1943-10 de octubre de 1943)
- Coronel Franz Jais (10 de octubre de 1943-31 de octubre de 1943)
- Coronel Hubert Diermayer (1 de noviembre de 1943-15 de febrero de 1944)
- Coronel Günther Siedschlag (15 de febrero de 1944-15 de septiembre de 1944)?

### Jefes de Operaciones (Ia)
- Teniente coronel Otto Beutler (1 de mayo de 1939-25 de octubre de 1939)
- Coronel Friedrich-Wilhelm Prüter (25 de octubre de 1939-24 de noviembre de 1940)
- Mayor Rolf Wiese (25 de noviembre de 1940-25 de noviembre de 1941)
- Mayor Heinz Meyer (25 de noviembre de 1941-2 de febrero de 1943)
- Mayor von Bock und Polach (20 de julio de 1943-24 de octubre de 1943)
- Mayor Hanns-Heinz Badstübner (24 de octubre de 1943-15 de diciembre de 1943)
- Mayor Ralf Bucher (15 de diciembre de 1943-14 de agosto de 1944)

### Jefes de Asustos Personales (IIa)
- Coronel Wilhelm Sommerlad (26 de agosto de 1939-15 de enero de 1943)?
- Mayor Erwin Hagenloh (20 de julio de 1943-15 de septiembre de 1944)?

## Área de operaciones
- Polonia (septiembre de 1939-mayo de 1940)
- Francia (mayo de 1940-junio de 1941)
- Frente del Este, sector Sur (junio de 1941-octubre de 1942)
- Stalingrado (octubre de 1942-enero de 1943)
- Frente del Este, sector sur (julio de 1943-octubre de 1944)

## Miembros notables
- Walter Model (titular de la Cruz de Caballero con Hojas de Roble, Espadas y Diamantes).
- Hans Wulz (Cruz Alemana en Oro y titular de la posguerra, un general de la Volks-Armee Nacional de la República Democrática Alemana).